# Robby Müller
Pour les articles homonymes, voir Müller et Robert Müller (homonymie).
Cet article concerne le directeur de la photographie néerlandais. Pour le joueur de hockey sur glace allemand (1980-2009), voir Robert Müller.
Robert Müller, dit Robby Müller, est un directeur de la photographie néerlandais, né le 4 avril 1940 à Willemstad (Curaçao) et mort le 3 juillet 2018 à Amsterdam (Pays-Bas).
Parfois crédité Robby Muller, Robert Müller ou Rob Müller, il est membre de la Bundesverband Kamera (de) et - à titre honorifique - de la Netherlands Society of Cinematographers.

## Biographie
Après ses études (de 1962 à 1964) à l'Académie néerlandaise du cinéma et de la télévision (en) à Amsterdam, Robby Müller débute au cinéma comme deuxième assistant opérateur, sur deux courts métrages sortis en 1965. Si l'on excepte trois courts métrages d'études, ses deux premiers films comme chef opérateur — également des courts métrages — sortent en 1967, son dernier à ce jour (toujours un court métrage) en 2004.
Dans l'intervalle, Robby Müller contribue à des films allemands, américains, britanniques, danois et néerlandais, ainsi qu'à des coproductions. Il collabore notamment avec les réalisateurs Hans W. Geißendörfer (trois films, dont La Cellule en verre en 1978), Wim Wenders (treize films, dont Paris, Texas en 1984 et Jusqu'au bout du monde en 1991), Barbet Schroeder (Tricheurs en 1984 — où il est aussi acteur, unique expérience à ce titre — et Barfly en 1987), Jim Jarmusch (cinq films, dont Mystery Train en 1989 et Ghost Dog, la voie du samouraï en 1999), Andrzej Wajda (Korczak en 1990), ou encore Lars von Trier (Breaking the Waves en 1996 et Dancer in the Dark en 2000), entre autres.
À la télévision, il est directeur de la photographie sur quatorze téléfilms (dont six réalisés par Hans W. Geißendörfer), diffusés entre 1970 et 2004.
Au cours de sa carrière, il reçoit de nombreuses distinctions, dont celles sélectionnées ci-dessous.

## Filmographie partielle
Comme directeur de la photographie, sauf mention contraire :

### Au cinéma
- 1969 : Alabama : 2000 Lights Years from Home de Wim Wenders (court métrage)
- 1970 : Summer in the City de Wim Wenders
- 1970 : Jonathan d'Hans W. Geißendörfer
- 1971 : Carlos (en) d'Hans W. Geißendörfer
- 1972 : L'Angoisse du gardien de but au moment du penalty (Die Angst des Tormanns beim Elfmeter) de Wim Wenders
- 1973 : Die Reise nach Wien d'Edgar Reitz
- 1973 : La Lettre écarlate (Der Scharlachrote Buchstabe) de Wim Wenders
- 1974 : Alice dans les villes (Alice in den Städten) de Wim Wenders
- 1975 : Faux Mouvement (Falsche Bewegung) de Wim Wenders
- 1976 : Es herrscht Ruhe im Land de Peter Lilienthal
- 1976 : Au fil du temps (Im Lauf der Zeit) de Wim Wenders
- 1976 : Le Canard sauvage (Die Wildente) d'Hans W. Geißendörfer
- 1977 : L'Ami américain (Der Amerikanische Freund) de Wim Wenders
- 1978 : La Femme gauchère (Die linkshändige Frau) de Peter Handke
- 1978 : La Cellule en verre (Die gläserne Zelle) d'Hans W. Geißendörfer
- 1979 : Jack le Magnifique (Saint Jack) de Peter Bogdanovich
- 1980 : Show Bus (Honeysuckle Rose) de Jerry Schatzberg
- 1981 : Et tout le monde riait (They all laughed) de Peter Bogdanovich
- 1983 : Un dimanche de flic (titre original) de Michel Vianey
- 1983 : Klassen Feind de Peter Stein
- 1983 : Les Îles (titre original) d'Iradj Azimi
- 1984 : Tricheurs (titre original) de Barbet Schroeder (+ acteur)
- 1984 : Paris, Texas de Wim Wenders
- 1984 : La Mort en prime (Repo Man) d'Alex Cox
- 1985 : Police fédérale Los Angeles (To live and die in L.A.) de William Friedkin
- 1986 : Les Bons Tuyaux (The Longshot) de Paul Bartel
- 1986 : Down by Law de Jim Jarmusch
- 1987 : Barfly de Barbet Schroeder
- 1987 : Les Envoûtés (The Believers) de John Schlesinger
- 1988 : Le Petit Diable (Il piccolo diavolo) de Roberto Benigni
- 1989 : Mystery Train de Jim Jarmusch
- 1989 : Carnets de notes sur vêtements et villes (Aufzeichnungen zu Kleidern und Städten) de Wim Wenders (documentaire)
- 1989 : Coffee and Cigarettes II de Jim Jarmusch (court métrage intégré ultérieument, sous le titre Twins, à Coffee and Cigarettes du même réalisateur, sorti en 2003)
- 1990 : Korczak d'Andrzej Wajda
- 1991 : Jusqu'au bout du monde (Bis ans Ende der Welt) de Wim Wenders
- 1993 : Mad Dog and Glory de John McNaughton
- 1995 : Par-delà les nuages (Al di là delle nuvole), segment de Wim Wenders
- 1995 : Dead Man de Jim Jarmusch
- 1996 : Breaking the Waves de Lars von Trier
- 1997 : La Leçon de tango (The Tango Lesson) de Sally Potter
- 1998 : Jessie ou Jesse (Shattered Image) de Raoul Ruiz
- 1999 : Ghost Dog, la voie du samouraï (Ghost Dog, the Way of the Samurai) de Jim Jarmusch
- 1999 : Buena Vista Social Club de Wim Wenders (photographie de seconde équipe)
- 2000 : Dancer in the Dark de Lars von Trier
- 2002 : 24 Hour Party People de Michael Winterbottom

### À la télévision
(téléfilms réalisés par Hans W. Geißendörfer, sauf mention contraire).
- 1970 : Der Fall Lena Christ
- 1970 : Eine Rose für Jane
- 1972 : Marie
- 1974 : Perahim - die zweite Chance
- 1974 : Les Parents (Die Eltern)
- 1990 : Red Hot and Blue, segment Night and Day de Wim Wenders
- 2004 : Visions of Europe, segment Prologue de Béla Tarr

## Distinctions
- 1990 : Membre de l'Académie des arts de Berlin[2].

### Récompenses
- Prix du film allemand 1975 : Meilleure photographie pour Faux Mouvement
- Prix du film allemand 1983 : Meilleure photographie pour Klassen Feind
- Prix du film allemand 1991 : Meilleure photographie pour Korczak
- New York Film Critics Circle Awards 1996 : Meilleure photographie pour Dead Man et Breaking the Waves
- Festival Camerimage 1998 : prix spécial du meilleur duo indépendant réalisateur / directeur de la photographie, partagé avec Jim Jarmusch

### Nominations
- Festival Camerimage 1996 : Meilleure photographie pour Breaking the Waves
- Festival Camerimage 1999 : Meilleure photographie pour Ghost Dog, la voie du samouraï ;
- Festival Camerimage 2000 : Meilleure photographie pour Dancer in the Dark.

## Anecdotes
Au sujet du film Dead Man de Jim Jarmush, Robby Müller déclare :  

« […] Nous voulions « un super noir et blanc ». Nous avons commandé cela à Illford. Ce sont les gens les plus sympathiques du milieu du noir et blanc. Nous avons expérimenté… mais ce ne fut pas approprié, la pellicule ne correspondait pas à la caméra: c'était un autre type de perforation. Nous avons dû retourner le problème complètement. […] Et parce que cela n'a pas suffi, Kodak a produit une émulsion pour notre film. La Double X, je n'avais jamais tourné avec elle. Celle pellicule a été créée à l'origine pour la télévision et l'archivage; Je pensais qu'elle était un matériau totalement inintéressant, très grisâtre. Et puis ils ont fait cette Double X pour nous. Et, normalement c’était - je ne sais pas -  une 250 ASA. Puis, soudain, elle était devenue une 400 ASA! Notre film avait été surexposé lourdement. […] Aucun assistant de laboratoire ne pouvait nous renseigner sur ce qu'il se passait. Nous avons envoyé beaucoup de tests [au labo]. Je devais exposer le négatif avec très peu de lumière. Ce qui était très ennuyeux, parce que là où nous avions eu d'énormes contrastes - le soleil et les nuages noirs, nous avions besoin d’une pellicule avec le plus de contrastes pour les capturer […].
Et plus tard - beaucoup plus tard, j'ai obtenu une réponse très intéressante à ma question d'un laboratoire allemand. « Oui, typique », l'homme m’a rétorqué, c'était un vrai vieux gars de la profession: « C’est toujours comme ça quand un négatif n’est pas stocké assez longtemps. Il a besoin de temps pour grandir. Il est beaucoup trop sensible pour cela. Vous devez simplement attendre. Tout comme une pomme pousse. Et puis les bonnes proportions se posent. » Eh bien, personne ne pouvait me le dire avant ! »